# Saint-Julien-de-Concelles
Saint-Julien-de-Concelles (bretonisch: Sant-Juluan-Kankell) ist eine französische Stadt mit 7.768 Einwohnern (Stand: 1. Januar 2022) im Département Loire-Atlantique in der Region Pays de la Loire. Saint-Julien-de-Concelles ist Teil des Arrondissements Nantes und des Kantons Vallet.

## Geografie
Saint-Julien-de-Concelles liegt am Südufer der Loire. An der südlichen Gemeindegrenze verläuft der Fluss Goulaine. Nachbargemeinden sind Thouaré-sur-Loire im Nordwesten, Divatte-sur-Loire im Nordosten, Le Loroux-Bottereau im Osten, Haute-Goulaine im Süden, Basse-Goulaine im Südwesten und Sainte-Luce-sur-Loire im Südwesten. 
Die Weinbaugebiete Muscadet, Muscadet Sèvre et Maine und Gros Plant du Pays Nantais reichen in das Gemeindegebiet hinein.

## Bevölkerungsentwicklung
| Jahr      | 1962 | 1968 | 1975 | 1982 | 1990 | 1999 | 2006 | 2017 |
| --------- | ---- | ---- | ---- | ---- | ---- | ---- | ---- | ---- |
| Einwohner | 3555 | 3850 | 4272 | 5095 | 5418 | 6255 | 6692 | 6917 |

## Gemeindepartnerschaften
Partnerschaften bestehen mit der zentralfinnischen Gemeinde Saarjärvi und dem deutschen Amt Trittau in Schleswig-Holstein.

## Sehenswürdigkeiten
- Gentilhommière de la Meslerie, Herrenhaus, errichtet 1820, Monument historique seit 1984
- Kapelle Saint-Barthélemy, errichtet im 15. Jahrhundert, Monument historique seit 1925
- mehrere historische Mühlen

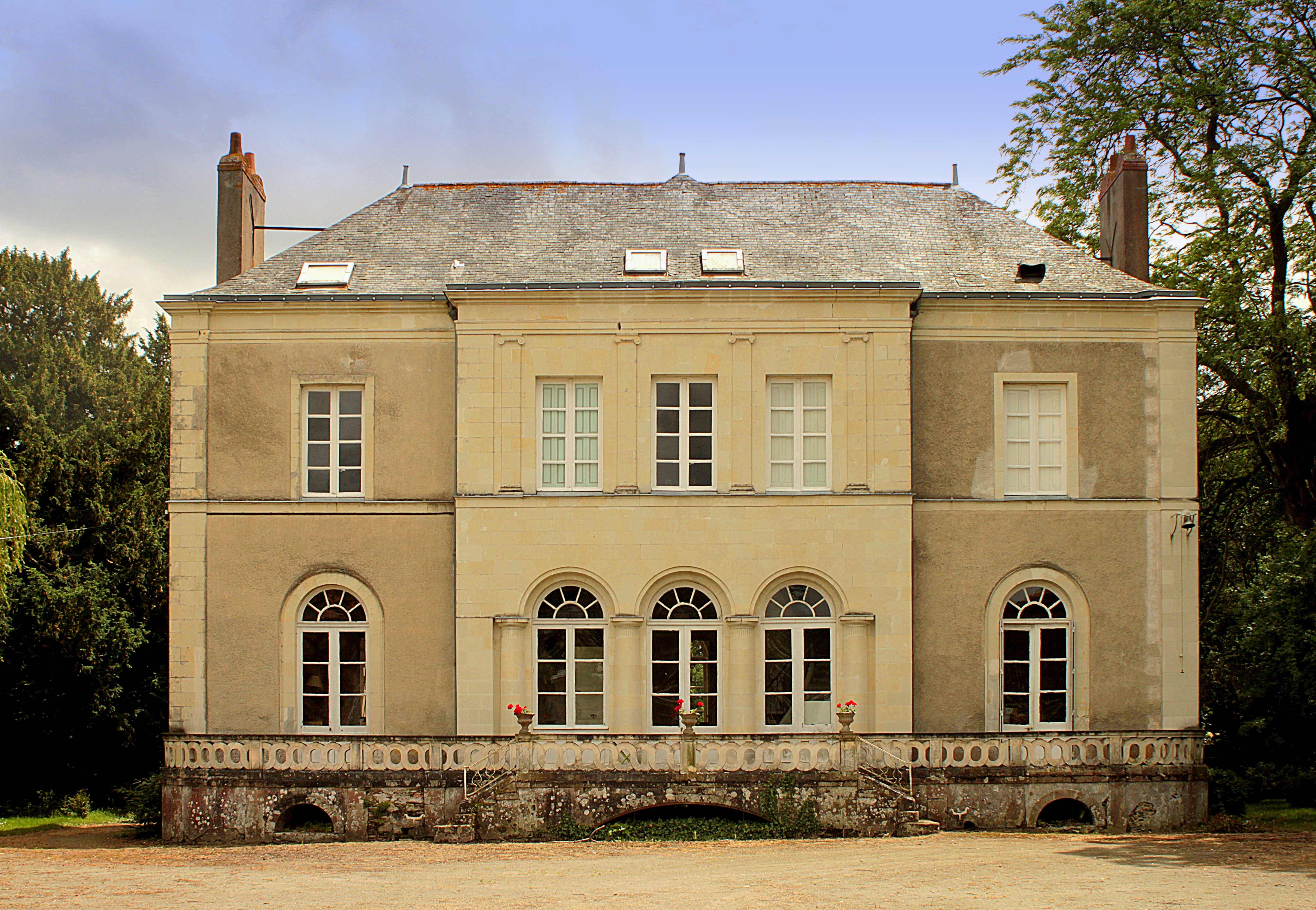
Gentilhommière de la Meslerie
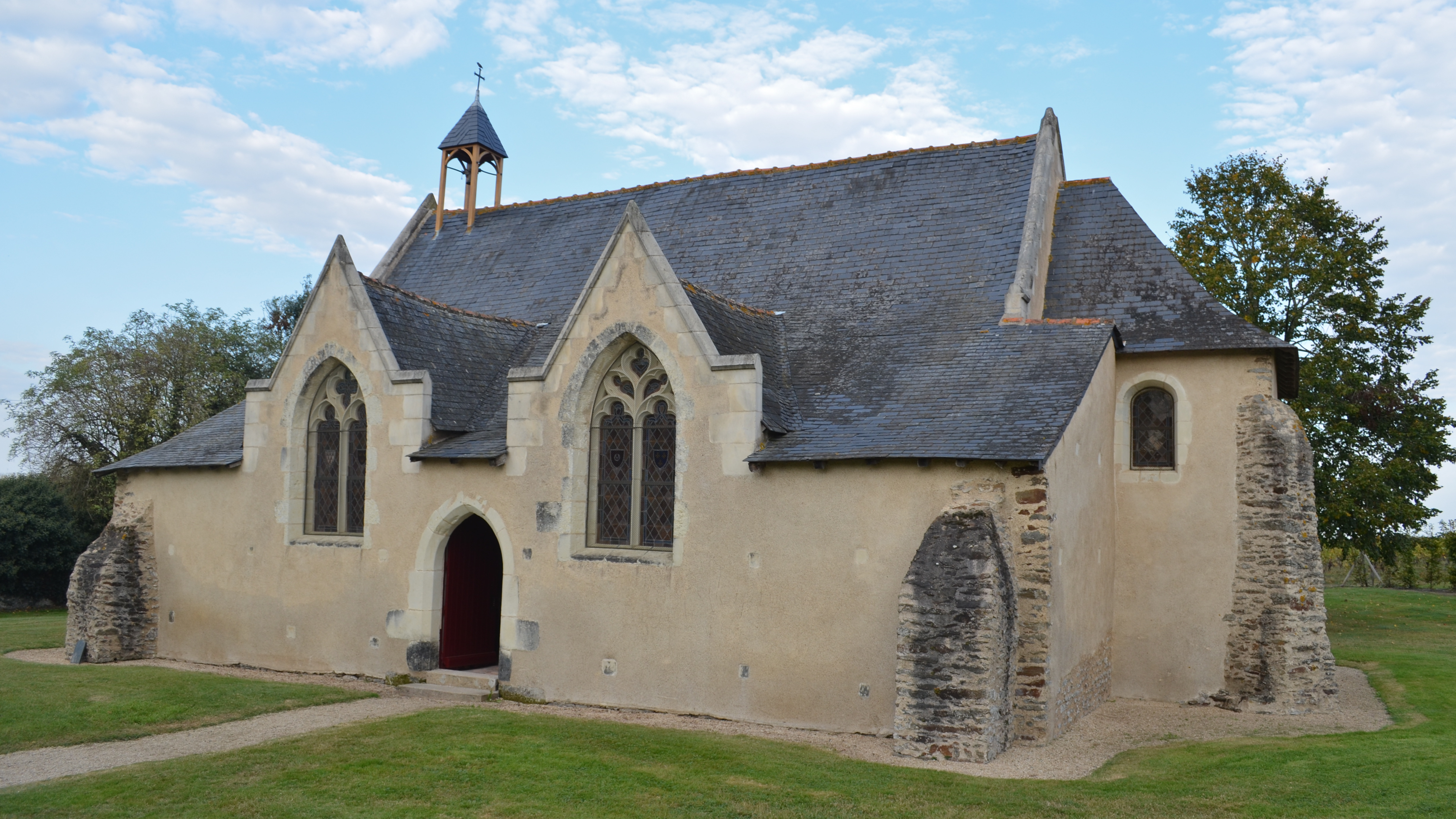
Kapelle Saint-Barthélemy
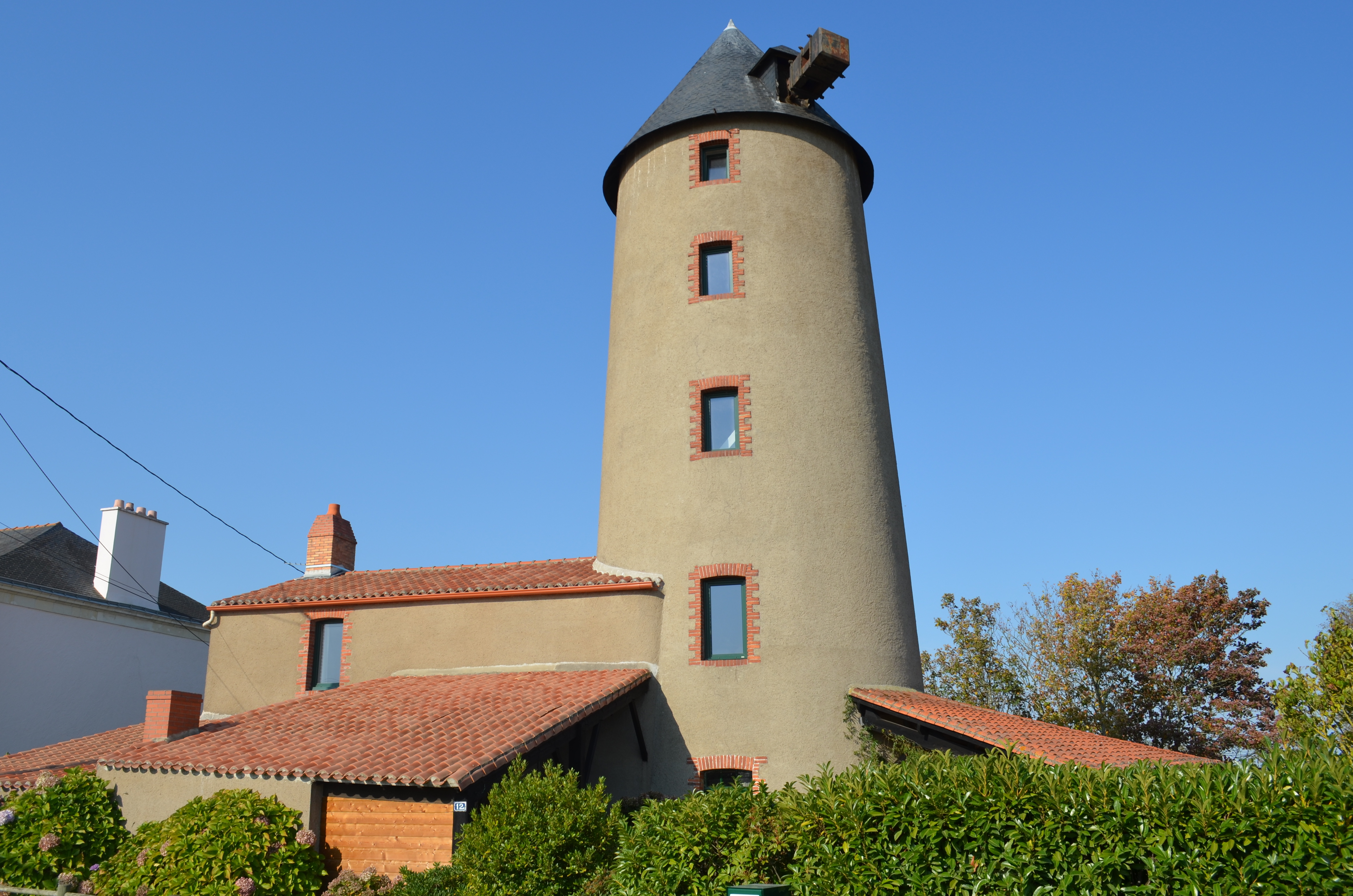
Mühle Tue-Loup

## Persönlichkeiten
- François Sébastien Letourneux (1752–1814), Innenminister Frankreichs von 1797 bis 1798